# 纳粹德国政治宣传

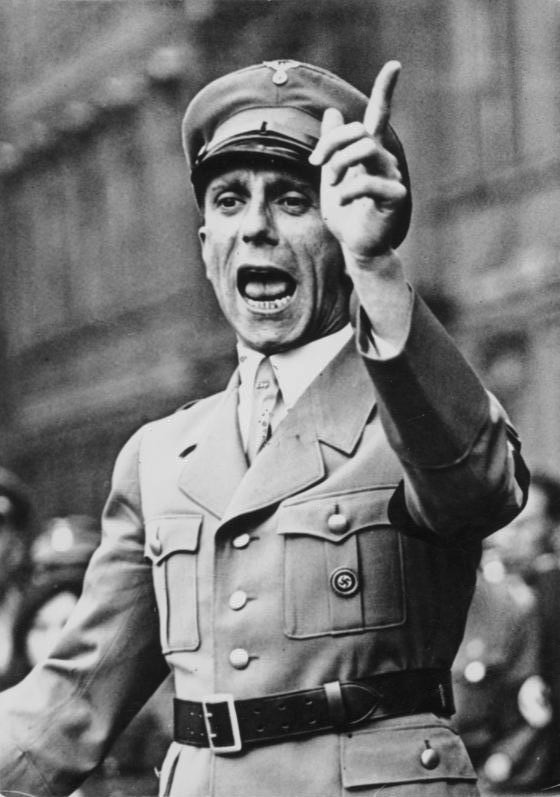
纳粹德国国民教育与宣传部部长約瑟夫·戈培爾

纳粹党自建党以来就大量进行政治宣传，这些政治宣传也是该党夺取权力、维持统治和实施纳粹主义政策的重要工具。

## 题材
纳粹宣传会妖魔化纳粹党的敌人，特别是犹太人和共产主义者，但资本家和知识分子有时也会被妖魔化；会宣扬纳粹提倡的价值观，比如英雄式的死亡、“领袖原则”、“民族共同体”、“血与土”和日耳曼人的“种族自豪感”（优等种族）。这些宣传也会被用于推动对阿道夫·希特勒的个人崇拜、纳粹优生学运动及重返帝國政策。第二次世界大战爆发后，纳粹宣传会诽谤与德国交战的国家，特别是英国、美国和苏联，并会鼓动民众进行总体战。

## 历史

### 《我的奋斗》（1925年）
希特勒在其1925年出版的《我的奋斗》一书中，用整整两章的篇幅阐述了对宣传的研究和实践。他宣称他从在第一次世界大战前线作战的经历中了解到英国宣传的精髓及德国宣传的失败点。他认为德国输掉一战的很大原因是因为英国的宣传，这也反映了当时许多德国民族主义者的看法。尽管希特勒的看法并不对——一战期间德国的宣传要比英国高明得多——但这一宣称还是成为了纳粹德国普遍接受的真理。
在书中，希特勒使用了“大谎言”（德語：große Lüge）一词，以此指代使用巨大到，没有人会相信有人如此歪曲事实的谎言。
《我的奋斗》中包含了后期纳粹宣传技巧的蓝图。希特勒在第六章写道：
每项宣传工作必须是大众化的，其思想水平的确定应考虑到极其有限的接受能力往往要低于所想要达到的水平。所以宣传工作的思想水平制定得越低，大众所能理解的部分就越多。[……]宣传工作的技巧就正好在于要把握住广大民众的情感愿望，以正确的道理方式找到让广大民众从专心致志到全身心投入的方法。[……]一个国家的人民并不都是由外交家或是国家法学教官组成的，也不都真地具有理性的判断能力，而是一些在怀疑和不确定之间摇摆不定的人们。[……]大多数的民众就像女人一样生性柔弱，意志力差，以至于很少能够冷静地进行思考，而更多的则是以情感来支配他们的思想和行动。这种情感并不复杂，而是很单纯和封闭的。也没有什么太大的差异，只是积极或消极，爱或恨，真理或谎言，但从来就不会是半遮半掩，模棱两可的。
而至于宣传的艺术，希特勒在书中如此阐述：
从主观上看宣传工作，只要还有利于其他人，是不必去研究什么真实性的，好让群众把宣传看作是空谈家的表白，而是要不断地为自己服务。[……]广大群众的接受能力是非常有限的，理解能力很差，反倒还极为健忘[……]有效的宣传工作就应该只限于某几个关键点上，而要用标语形式来做宣传，那就得让最后一个人都得明白每个字的含义。[……]每一次花样翻新绝不可以改变所要宣传的内容，而是要最终说出同样的结果。所以标语口号必须从多方面来加以说明，使每个新的解释结果总和标语口号本身的寓意相同。

### 纳粹党早期宣传（1919–1933年）
希特勒不仅在书中叙述这些想法，还在纳粹党《人民观察家报》的复刊过程中将想法付诸实践。1927年，約瑟夫·戈培爾所持有的宣传报《攻击报》并入《人民观察家报》。
在大部分在野时间里，纳粹党的宣传手段仍有限。纳粹党很少有机会接触大众媒体，在1929年之前一直严重依赖希特勒和其他几个人在公开演讲上的发言。一项研究发现，魏玛政府使用亲政府的广播宣传减缓了纳粹的发展。1930年4月，希特勒任命戈培尔为纳粹党党内宣传部门的部长。戈培尔曾是记者，但他很快就证明了他是一名称职的部长：他成功组织了暴乱示威，使美国反战电影《西线无战事》在德国被禁。

### 纳粹党掌权后的宣传（1933–1939年）
纳粹政策大多建立在让在“帝国边界”以外的所有德国人（如生活在奥地利和捷克斯洛伐克的德国人）生活在同一个国家内的基础之上。在《我的奋斗》中，希特勒对“帝国边界”以外的德国人所遭受的苦难表示同情和谴责，并描绘了所有德国人必须为之奋斗的共同祖国之梦。在《我的奋斗》中，希特勒不停地鼓动全世界的德国人将争取政治权力和独立作为他们的政治焦点，而希特勒的观念随后化为了纳粹德国始于1938年的“重返帝國”政策。
1933年3月13日，納粹德國成立了国民教育与宣传部，戈培尔任部长。这一部门的主要目的就在于在公众心中树立德国人共同的外部敌人（将《凡尔赛条约》强加于德国的人）和共同的内部敌人（犹太人、罗姆人、同性恋者、布尔什维克以及推崇“頹廢藝術”者）。
第二次世界大战爆发前的几个月里，纳粹党发起了一场全国性的宣传运动，指责波兰当局参与或至少容忍了对当地德国人的暴力种族清洗行为。1939年8月22日，希特勒告诉他的将军们：
我会让宣传部门给你们找一个战争借口，其真实度并不重要，因为历史将会由我们这些胜利者书写。
这一宣传行动被赋予了代号“希姆莱行动”，纳粹尝试制造波兰打算入侵德国的假象，好让他们能够名正言顺地入侵波兰。
研究发现，纳粹利用广播电台帮助其巩固政权，扩大党的人数。
诸多因素影响着德国士兵遵循上级命令屠杀犹太人。德国、欧洲史教授奥默·巴托夫在《希特勒军队：第三帝国的士兵、纳粹和战争》一书中探讨了上级如何向下级士兵传达指示。巴托夫提到，勒梅尔森将军就他们对犹太人的行动向士兵们解释说：“我们只是想让这片土地恢复平静，给这片土地带来和平和秩序……”德国领导人试图让他们的士兵相信，犹太人对他们的社会是一种威胁。而德国士兵确实听信了他们的说法，并参与了对犹太人的妖魔化和大屠杀。换言之，德国士兵将犹太人视为感染、寄生德国的群体。奥默·巴托夫的阐述一定程度上解释了士兵们为何如此遵循上级命令。随着时间的推移，德国士兵对犹太人的这种情绪越来越重，特别是因为德国领导人不仅迫使犹太人离开他们的故土，还想彻底消灭犹太人。

#### 反犹太主义
尤利乌斯·施特莱彻创办的纳粹政宣报纸《冲锋报》报道称，犹太人在逾越節前会绑架小孩，因为“犹太人需要基督教徒的小孩的血，他们有时会把血涂抹在逾越节薄饼上食用”。当时，纳粹德国随处可见攻击犹太人的海报、电影、卡通连环画和传单。其中最臭名昭著的一部电影当属弗里茨·希普勒制作的《永远的犹太人》。
一项研究发现，纳粹利用广播煽动了反犹太主义行动。纳粹的广播在历史上反犹氛围浓厚的地方特别有效，而反之亦反。
阿道夫·希特勒和纳粹宣传人员的宣传很大程度上建立在此前广泛且长久存在的德国反犹太主义之上。犹太人被指责不劳而获，抢夺德国人的辛勤劳动的成果。希特勒本人宣称纳粹主义运动的任务是消灭“犹太布尔什维主义”或“文化布尔什维主义”。希特勒还指责称“犹太布尔什维主义”的三大罪是民主、和平主义和国际主义，犹太人应为布尔什维主义、共产主义和马克思主义负责。戈培尔则在1937年的《反布尔什维克主义大展》上宣称布尔什维克和犹太人是一体两面。
1935年，戈培尔在纽伦堡纳粹党大会上宣布：“布尔什维主义是以犹太人为首的国际劣等人对文化本身的宣战。”

#### 安乐死
1933年7月14日，纳粹通过了《预防遗传病后代法》，随即而来的便是一系列关于残疾人的政治宣传。纳粹于1939年发起了针对残疾人的安乐死项目，“T-4行动”，相关宣传基于卡爾·賓登和阿爾弗雷德·奧什在1920年共同撰写的著作《让不值得活的生命自生自灭》，以及欧根·菲舍尔、埃尔温·鲍尔和弗里茨·伦茨所著的《人类遗传理论与种族卫生》。

#### 纽伦堡法案
1935年，纳粹出台了反犹太的《纽伦堡法案》，这一法案将人划分为“雅利安人”和“非雅利安人”（犹太人、罗姆人、黑人）两类，并禁止“非雅利安人”及反对派政客担任政府中的民事职位。这一法案还宣称两类人之间的通婚会造成“种族污染”，禁止两类人之间通婚。《纽伦堡法案》的理论依据来自纳粹的纯种人类理论，并力主维护种族等级制度顶端的雅利安人种，认为他们是“优等种族”，并教导德国人应将犹太人视作劣等人。

#### 工人
纳粹党设置了力量来自欢乐项目监控工人在非工作状态下的生活状况，以确认工人是否会在下班时间进行反对国家的活动。力量来自欢乐还会调整假期时间和假期活动，使工人们感恩国家提供的活动和假期。这一项目最终使得纳粹支持率进一步升高。纳粹党强迫所有工人都必须参与这一项目，否则就会被打为反政府分子，送入集中营。二战开始后，这一项目被废止，在此之前，该项目约有7000名工作人员和3千万参与者。

#### 政敌
1933年夺权后，纳粹很快开始修建大量集中营。第一批被送入集中营的便是政治犯和反纳粹人士，特别是德国的共产主义者和社会主义者。共产主义者和社会主义者被送入集中营是因为他们被指责通苏，而纳粹主义强烈反对共产主义。纳粹在宣传中称呼共产主义者是“赤色劣等人”。
柏林冲锋队领袖霍斯特·威塞尔在1930年被两名德国共产党党员所杀，戈培尔以此宣传纳粹党反对“共产劣等人”。

#### 凡尔赛条约
1919年签订的《凡尔赛条约》引发了德国人的强烈不满：1919年，《法兰克福日报》在头版报道了德国人的耻辱感；同样是该年，《柏林日报》预言到：“如果我们接受这些条件，几年内德国将掀起一场复仇的军事狂潮，激进的民族主义将吞噬一切”。希特勒了解德国国民对该条约的厌恶，于是利用其作为影响听众的筹码。他曾多次提及该条约的条款直接攻击了德国及德国人民。在1937年1月30日的一次演讲中，他直接表示，将撤回德国在该文件上的签字，以抗议条约条款的无耻行径。他声称，该条约使德国变得低人一等，“不再是”一个和其他国家一样的正常国家，而原因只是战争的责任被归咎于其。希特勒及其他纳粹党宣传人员的努力助力了纳粹党的崛起，并最终引发了第二次世界大战。

### 二战中的宣传（1939–1945年）

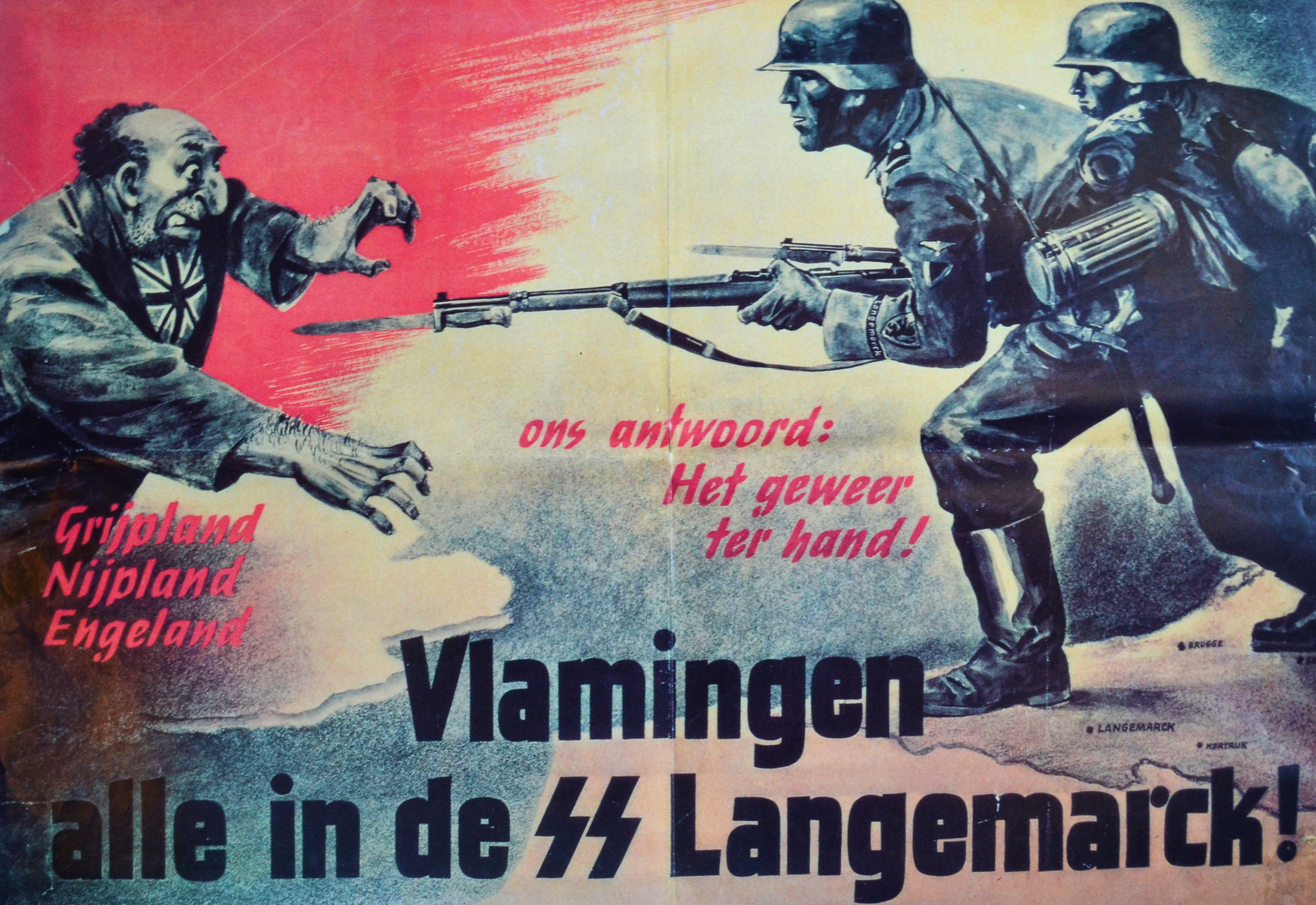
党卫队第27“兰格马克”志愿掷弹兵师的征兵海报，大标题为“佛拉芒人，快加入‘兰格马克’师！”

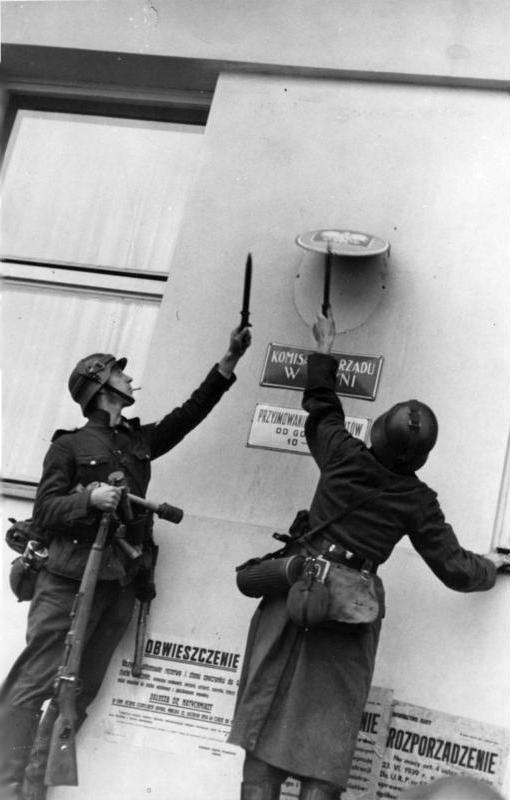
1939年，侵入波兰的德意志國防軍士兵拆除格丁尼亚市政厅上波兰政府的标记

在1943年2月2日斯大林格勒战役结束之前，德国的宣传一直强调德国武器的威力和德国士兵对占领区人民表现出的人道主义。盟军轰炸机队的飞行员被宣传描述为懦弱的杀人犯，其中美国人被特别描述为艾爾·卡彭式的黑帮分子。同时，纳粹的宣传试图离间美、苏、英三国之间的关系。國防軍最高統帥部的下辖媒体《国防军日报》在这些宣传中扮演了颇为重要的角色。纳粹获得的一场又一场胜利也是绝佳的宣传题材，不过纳粹自身也很难把控这方面的宣传。一方面，对战败者的讽刺、对具体战斗的描写，以及对阵亡者的赞美，对纳粹来说都十分有用；另一方面，如果德国在某方面失利，纳粹宣传部门便会难以把握宣传的具体方向。例如，皇家方舟号航空母舰在纳粹鼓吹的一波攻势后幸存令纳粹宣传人员极为尴尬。
戈培尔本人指示纳粹宣传人员将入侵苏联（巴巴羅薩行動）称为“欧洲反布尔什维主义的十字军东征”，而纳粹之后又组建了数个外籍武装党卫队部队。
斯大林格勒战役之后，纳粹的宣传主题又换为了所谓的对抗“布尔什维克主义的大军”的“西欧文化”的主要捍卫者。纳粹的宣传同时介绍V-1飞弹和V-2火箭等“复仇兵器”，试图让英国人相信他们绝不可能打败德国。

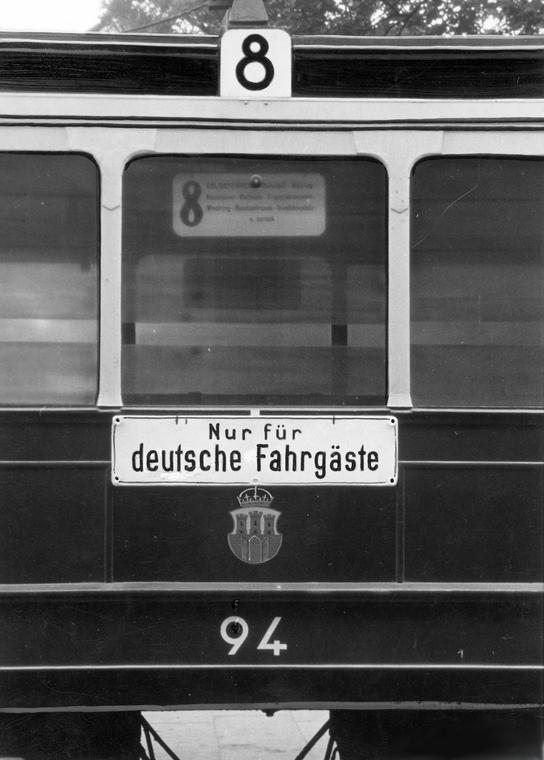
“只为德裔乘客服务”，纳粹在占领区使用的标语，主要张贴在公园、咖啡馆、电影院、剧院和其他各类基础设施的入口处

1944年6月23日，纳粹党宣布允许国际红十字会参观泰雷津集中营，以消除外界对最终解决方案的传言。不过，泰雷津集中营其实只是通往滅絕營道路上的中转站。为配合宣传部门，纳粹进行了一系列的行动，如在集中营内修建假的商店、咖啡厅，暗示犹太人实际上生活在比较舒适的环境中。红十字会的受邀者在参观过程中毫无察觉，甚至观赏了囚犯汉斯·克拉萨创作的儿童戏剧《布鲁迪巴》。这一骗局过于成功，以至于纳粹决定拍摄宣传片《泰雷津》进一步进行宣传，该片由库尔特·格伦执导，旨在展示犹太人在納粹德國的“仁慈”保护下的生活状况。拍摄结束后，大多数演员及制片人都被送入奥斯威辛集中营。

#### 二战期间的反犹宣传
德国战时进行的反犹宣传有多个目的：首先，其寄希望于说服同盟国的人民，犹太人应为战争负责；其次，纳粹希望德国人民了解纳粹代表他们对犹太人做了什么，以将他们绑定在自己身上，使他们惧怕犹太人的复仇从而使他们忠诚。而自1942年以来，反犹宣传又演变成了一种团结德国人的手段：
宣布犹太人被消灭是让德国各群体团结的一种手段，以清除人们心中的逃避因素，迫使人们继续战斗。德国人被告知，他们已经犯下了太多的暴行，特别是针对犹太人的暴行，已经不可能与盟军达成谅解。——大卫·班克尔，《纳粹战时宣传中对反犹太主义的利用》
纳粹媒体还会以此妖魔化敌人，比如指责富兰克林·德拉诺·罗斯福其实是犹太人，或是宣称约瑟夫·斯大林、温斯顿·丘吉尔已经被国际犹太财团所控制。
这一阶段的宣传出现了很多问题，首先，人们对成功的期望提得过高过快，而一旦没能兑现，就需要大量的解释和掩盖，造成人们的不信任扩大。战争让德国人民过得越来越艰难，这就要求必须更多地宣传战争是由于境外势力拒绝接受德国人民的力量和独立而被迫进行的。戈培尔要求宣传人员使德国人民坚强起来，同时不要让胜利看起来来的很轻松。
希特勒死后，戈培爾将此事通知了漢堡帝國廣播。该电台在随后的广播中发布了希特勒死亡的初步消息；一名播音员声称，他是在4月30日下午以与布尔什维主义战斗到最后一息的英雄身份死去。希特勒的继承人卡尔·邓尼茨则断言称美国军队在德国领土上继续战斗是为了在欧洲散播布尔什维主义。

## 媒介

### 书籍
纳粹及同情者发行了许多宣传书。不过，大多数与纳粹有关的信念，如德国民族主义、優生學和反犹太主义，自19世纪以来一直在各种书籍中流传，纳粹在自己的出版物中利用了这些现有的作品。
最知名的书籍当属希特勒的《我的奋斗》，这本书详细介绍了他的信仰。希特勒在写作过程中受到了古斯塔夫·勒庞1895年出版的《乌合之众：大众心理研究》的影响，勒庞在书中将宣传本身理论化为控制人群中看似非理性行为的一种方式。而希特勒主张的反犹太主义理论则很大程度上来源于捏造的《锡安长老会纪要》一书，该书宣称犹太人密谋统治世界。除了希特勒本人的参考外，这本书还是二战中德国的重要宣传理论来源。比如，希特勒通过其声称世界语是犹太阴谋的一部分，并通过其合理化“東進”和争取生存空间。一些主张优生学的书籍，如汉斯·弗里德里希·卡尔·君特所著的《德意志人民的種族學》和路德维希·费迪南德·克劳斯所著的《种族与灵魂》，在纳粹执政时期被选作教科书。
纳粹执政前就已存在的“土地小说”在纳粹上台后变得大受欢迎，甚至德国人围绕这些小说发展出了一种神秘主义崇拜。
纳粹还利用儿童读物进行宣传。1938年，由恩斯特·希默撰写，尤利乌斯·施特莱彻出版的《毒蘑菇》指责犹太人是“毒蘑菇”，教育孩子们像发现毒蘑菇一样寻找犹太人。

### 引用
1. ↑  即第一部第六章“战争宣传”和第二部第十一章“宣传与组织”
2. ↑  , Welch, 10; 另见《我的奋斗》第六章
3. ↑  Welch, 11.
4. 1 2  Hitler, Adolf. . 由王诚翻译. 新加坡: 南洋出版社. 2016-11. ISBN 978-981-111-147-1.
5. 1 2  Mein Kampf citations are from the Project Gutenberg-hosted 1939 English translation by James Murphy （页面存档备份，存于）
6. 1 2 3  Adena, Maja; Enikolopov, Ruben; Petrova, Maria; Santarosa, Veronica; Zhuravskaya, Ekaterina. . The Quarterly Journal of Economics. 1 November 2015, 130 (4): 1885–1939. CiteSeerX 10.1.1.394.6814 . ISSN 0033-5533. S2CID 4689404. doi:10.1093/qje/qjv030.
7. ↑  Welch, 14.
8. ↑  Peter H. Merkl. . Penn State Press. 2010: 35. ISBN 978-0-271-04409-5.
9. ↑  Hitler, Adolf. Mein Kampf. Boston: Houghton Mifflin, 1999
10. ↑  Erica Carter. . British Film Institute. 2004: 164. ISBN 978-0-85170-882-9.
11. ↑  . 猶太人大屠杀百科全书.   [2022-10-07]. （原始内容存档于2022-10-08）. 为了使这次侵略行动表现出道义上的合理性和防御性，德国新闻媒体渲染了一个“波兰暴行”的故事，指责波兰人实际或据称对旅居波兰的德国人士歧视并进行人身攻击。
12. ↑  . Nizkor.org.   [2013-02-09]. （原始内容存档于2017-07-02）.
13. 1 2  Roy Godson; James J. Wirtz. . Transaction Publishers. 2011: 100. ISBN 978-1-4128-3520-6.
14. 1 2  Lightbody, Bradley. . Taylor & Francis. 2004: 39. ISBN 978-0-203-64458-4.
15. ↑  Manvell, Roger; Fraenkel, Heinrich. . Greenhill Books. 2007: 76. ISBN 978-1-60239-178-9.
16. ↑  Bartov, Omer. . New York: Oxford University Press. 1992: 86. ISBN 978-0-19-507903-6.
17. ↑  Bartov, Omer. . New York: Oxford University Press. 1992: 159. ISBN 978-0-19-507903-6.
18. ↑  Bartov, Omer. . New York: Oxford University Press. 1992: 30. ISBN 978-0-19-507903-6.
19. ↑  Kershaw, p.257
20. ↑  Kershaw, p.303
21. ↑  Kershaw, p.259
22. ↑  . research.calvin.edu.   [2016-02-03]. （原始内容存档于2022-10-01）.
23. ↑  . encyclopedia.ushmm.org.   [2022-10-07]. （原始内容存档于2020-11-12）.
24. ↑  . 民報. 2017-01-01  [2022-10-07]. （原始内容存档于2022-10-08） （中文（繁體））.
25. ↑  United States Holocaust Memorial Museum. . ushmm.org.   [2022-10-07]. （原始内容存档于2016-07-02）.
26. ↑  Henry Friedlander. . 1997. ISBN 9780807846759.
27. ↑  Beardian, M.A. . eNotes.   [6 September 2019]. （原始内容存档于2022-10-04） （英语）.
28. ↑  . 犹太人大屠杀百科全书.   [2022-10-07]. （原始内容存档于2022-10-20） （中文（简体））.
29. ↑  Evans, Richard J. . New York: Penguin. 2005: 543–544. ISBN 978-0-14-303790-3.
30. ↑  Yitzhak Arad. . Indiana University Press. 1 January 1999: 1. ISBN 978-0-253-21305-1.
31. ↑   [力量来自欢乐]. History Learning Site.   [2021-03-10]. （原始内容存档于2022-11-04） （英国英语）.
32. ↑  Münchner Neueste Nachrichten, 21 March 1933, online scan （页面存档备份，存于）
33. ↑  Florida Center for Instructional Technology, College of Education, University of South Florida. . A Teacher's Guide to the Holocaust. 2005  [6 September 2019]. （原始内容存档于2015-11-12）.
34. ↑  Michael Burleigh, The Third Reich: A New History, p.144
35. ↑  Daniel Siemens, The Making of a Nazi Hero: The Murder and Myth of Horst Wessel., p.143
36. ↑  Abel, Theodore. Why Hitler Came into Power. Cambridge: Harvard UP, 1986.
37. ↑  German Propaganda Archive, "Hitler Speech" （页面存档备份，存于） 2004. Calvin College. 2007-10-25
38. 1 2 3 4 5  Michael Leonard Graham Balfour. . Taylor & Francis. 1979. ISBN 978-0-7100-0193-1.
39. ↑  . Calvin.edu. 15 June 1940  [9 February 2013]. （原始内容存档于2022-11-04）.
40. ↑  黄晋一. . 参考消息.   [2022-10-22]. （原始内容存档于2022-10-24）.
41. ↑  Paul Hanebrink. . Harvard University Press. 5 November 2018: 148. ISBN 978-0-674-04768-6.
42. ↑  Rolf-Dieter Müller; Gerd R. Ueberschär. . Berghahn Books. 1997: 244. ISBN 978-1-57181-068-7.
43. ↑  . 社会科学文献出版社.   [2022-10-22]. （原始内容存档于2022-10-22）.
44. ↑  Richard Breitman et al. (2005). OSS Knowledge of the Holocaust. In: U.S. Intelligence and the Nazis. pp. 11–44. [Online]. Cambridge: Cambridge University Press. Available from: Cambridge Books Online doi:10.1017/CBO9780511618178.006 [Accessed 2016-04-21]. page 27
45. ↑  Michael Berenbaum.  [犹太大屠杀与历史：已知的、未知的、有争议的和正在重新审视的内容]. Indiana University Press. 2002: 46. ISBN 978-0-253-21529-1.
46. ↑  Michael Berenbaum.  [犹太大屠杀与历史：已知的、未知的、有争议的和正在重新审视的内容]. Indiana University Press. 2002: 53. ISBN 978-0253215291.
47. ↑   [罗斯福的纳粹讽刺画]. research.calvin.edu.   [2022-12-11]. （原始内容存档于2022-12-06）.
48. ↑   [纳粹宣传中的温斯顿·丘吉尔]. www.bytwerk.com.   [2022-12-11]. （原始内容存档于2022-03-25）.
49. ↑  威廉·劳伦斯·夏勒. . 由董乐山翻译. 南京: 译林出版社. 2020: 1262  [2022-12-11]. ISBN 978-7-5447-7983-8. （原始内容存档于2022-12-11） （中文（简体））. 但是这并不妨碍邓尼茨在德国人民灾难临头的时刻，在这个问题上或者在其他问题上，把他们已经糊涂的头脑弄得更糊涂。［他说］我的任务是拯救德国，使它不致遭受向我们进攻的布尔什维克敌人的破坏。正是为了这个目的，才要继续把军事斗争进行下去。只要英国人和美国人阻挠这个目的的实现，我们也就不得不继续进行抵抗他们的防御战。但是，在这样的情况下，英美两国的作战不是为了他们人民的利益，而只是为了在欧洲散布布尔什维主义。
50. ↑  George L. Mosse.  [纳粹文化：第三帝国的知识、文化及社会生活]. University of Wisconsin Press. 1966: 1. ISBN 978-0-299-19304-1.
51. ↑  艾仁贵.  (PDF). 世界民族. 2013, 97 (3): 86–94  [2023-02-08].
52. ↑  McKale, Donald.  [希特勒的阴影战争：纳粹大屠杀与第二次世界大战]. New York: Cooper Square Press. 2002.
53. ↑  Günther, Hans F. K.  [德意志人民的種族學]. München: J. F. Lehmann. 1930 （德语）.
54. ↑  Clauß, Ludwig Ferdinand.  [种族与灵魂：当代世界导论]. München: J. F. Lehmann. 1926.
55. ↑  Richard Grunberger, The 12-Year Reich, p. 351, ISBN 0-03-076435-1
56. ↑  Pierre Aycoberry The Nazi Question, p. 8, Pantheon Books, New York, 1981
57. ↑  李夏恩. . 新京报. 2019-09-01  [2024-03-12]. （原始内容存档于2024-03-12）. 在纳粹德国，最流行的一本插图童书是《毒蘑菇》，通过艳丽丰富的插图教导牙牙学语的孩子们如何分辨出邪恶丑陋的犹太人和高尚伟岸的日耳曼人。
58. ↑  徐賁. . 牛津大學出版社. 2012: 351  [2024-03-12]. ISBN 978-0-19-014005-2. （原始内容存档于2024-03-12） （中文）.

### 书目
- Bytwerk, Randall. . Quarterly Journal of Speech. 2005, 91 (1): 37–62. S2CID 144116639. doi:10.1080/00335630500157516.
- Herf, Jeffrey. . Harvard University Press. 2006. ISBN 978-0-674-02175-4.
- Kershaw, Ian. . Penguin Books Limited. 25 October 2001. ISBN 978-0-14-192579-0.
- Welch, David. . Routledge. 1993. ISBN 978-0-203-93014-4.

## 扩展阅读
- Herf, Jeffrey. . Holocaust and Genocide Studies. 2005, 19 (1): 51–80. S2CID 143944355. doi:10.1093/hgs/dci003.
- Tyaglyy, M. I. . Holocaust and Genocide Studies. 2004, 18 (3): 421–459. S2CID 144554463. doi:10.1093/hgs/dch087.